# Stanisław Pomianowski
Stanisław Pomianowski (ur. 19 kwietnia 1897 w Gralewie, zm. 7 kwietnia 1980 w Londynie) – polski rolnik, działacz społeczny, poseł na Sejm IV kadencji (1935–1938) w II Rzeczypospolitej.

## Życiorys
Ukończył Gimnazjum Państwowe im. S. Czarnieckiego w Chełmie. Ponadto ukończył Szkołę Oficerską 1 pułku piechoty Legionów w Zambrowie i Modlinie oraz kurs przeszkolenia w zakresie taktyki francuskiej przy 40 pułku piechoty Dzieci Lwowskich we Lwowie.
Od 1913 roku działał w Polskich Drużynach Strzeleckich, w czasie I wojny światowej od 5 sierpnia 1915 roku służył ochotniczo w I Brygadzie Legionów Polskich. Po kryzysie przysięgowym służył w Polskiej Sile Zbrojnej (Polnische Wehrmacht).
Od 1918 roku służył w 7 pułku piechoty Legionów Wojska Polskiego. Został ranny w kwietniu 1919 roku na froncie ukraińskim. Przeszedł do rezerwy w 1924 roku w stopniu porucznika.
Prowadził gospodarstwo rolne w Jasionce koło Łodzi. Pełnił szereg funkcji społecznych, był m.in.: członkiem rady gminnej w Białej i wydziału powiatowego w Brzezinach.
W wyborach parlamentarnych w 1935 roku został wybrany posłem na Sejm IV kadencji (1935–1938) 22 779 głosami z okręgu nr 22, obejmującego powiaty: piotrkowski i brzeziński. W kadencji tej pracował w komisjach zdrowia publicznego i opieki społecznej oraz oświatowej.
14 lipca 1939 roku został awansowany do stopnia kapitana rezerwy. Po 1945 pozostał na emigracji w Wielkiej Brytanii. Był m.in. ministrem spraw wewnętrznych (kierownikiem do 8 września 1959 roku i ministrem od 8 września 1959 roku) w drugim rządzie RP Antoniego Pająka na uchodźstwie.

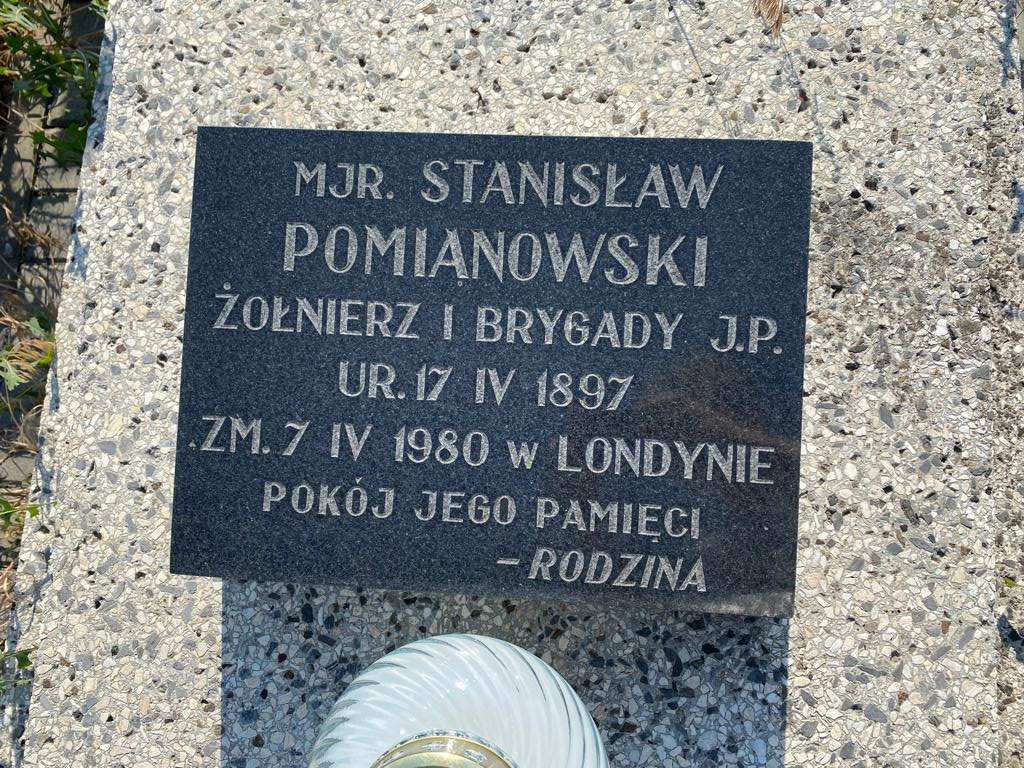
Inskrypcja nagrobna upamiętniająca ministra Pomianowskiego.

Zmarł w Londynie, a jego prochy zostały sprowadzone do Polski i pochowane na cmentarzu parafialnym w Górze Świętej Małgorzaty (grób nr 67).

## Ordery i odznaczenia
- Krzyż Komandorski z Gwiazdą Orderu Odrodzenia Polski (1963)[3]
- Krzyż Kawalerski Orderu Odrodzenia Polski (1956)[4]
- Krzyż Niepodległości
- Krzyż Walecznych – dwukrotnie
- Medal Niepodległości
- Złoty Krzyż Zasługi (22 kwietnia 1938)[5]
- Srebrny Krzyż Zasługi
- Medal Dziesięciolecia Odzyskanej Niepodległości
- Odznaka „Za wierną służbę”

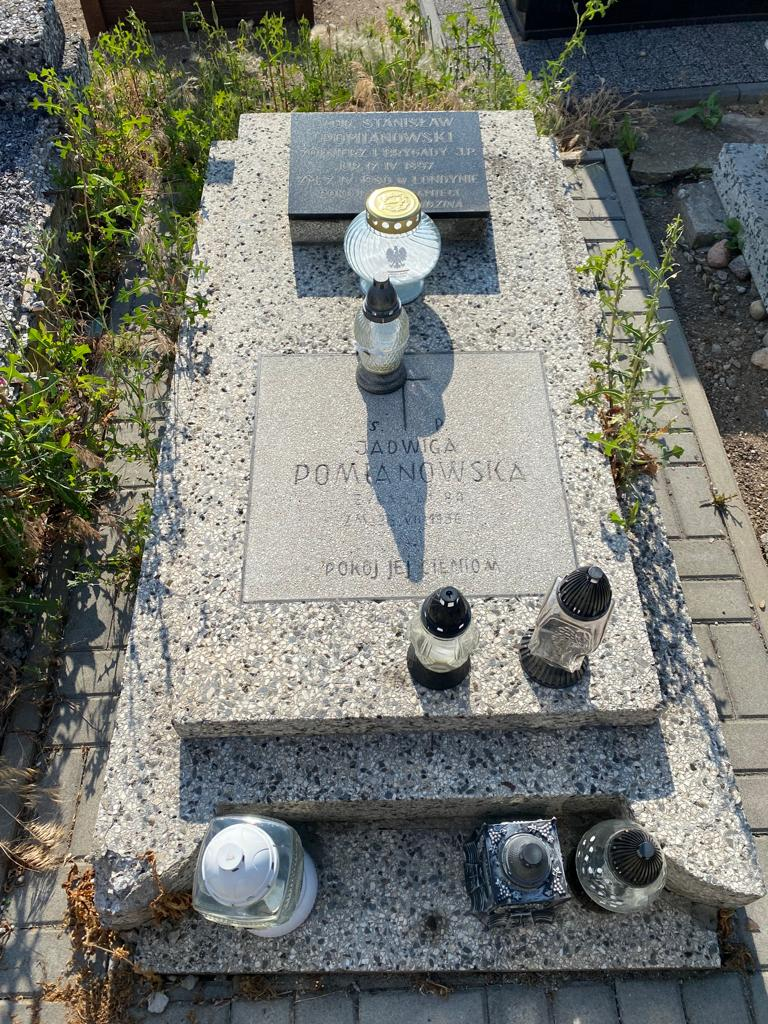
Grób Stanisława Pomianowskiego na cmentarzu w Górze Świętej Małgorzaty.

- Grób Stanisława Pomianowskiego na cmentarzu w Górze Świętej Małgorzaty.austriackie odznaczenia wojskowe[2].

## Życie prywatne
Był synem Bronisława i Jadwigi z domu Olbrych. Ożenił się z Marią (Marianną?) Pniewską, z którą miał trzech synów: Bogdana (ur. w 1924), Jerzego (ur. w 1927) i Tomasza (ur. w 1930).